# René Pape
René Pape (n. 4 de setembro de 1964 em Dresden, Alemanha) é um cantor de ópera, com registo vocal de baixo, considerado um dos mais completos expoentes do registo actualmente, na tradição dos baixos e baixo-barítono alemães como foram Hans Hotter, Gottlob Frick ou Ludwig Weber e seus antecessores conterrâneos Kurt Böhme e Theo Adam.

## Trajectória
De pais separados, sua avó lhe inculcou o amor pela música. Pape recebeu sua educação musical no célebre Dresdner Kreuzchor -Coro da Cruz - de Dresden e na Conservatória da mesma cidade.
Estreia na Staatsoper Unter dêem Linden em 1988, e conseguiu reconhecimento internacional em 1995, quando Sir Georg Solti o elegeu como Sarastro em sua produção da flauta mágica.
Em 1991 interpreta a parte do baixo no Réquiem de Mozart, em missa oficiada na Catedral de San Esteban de Viena, junto a Arleen Augér, Cecilia Bartoli e o tenor Vinson Cole, baixo a direcção de Sir Georg Solti.
1995 também foi o ano da sua estreia no Metropolitan Opera, onde tem voltado a cada ano desde então. Seu repertório inclui virtualmente todos os grandes papéis em alemão para baixo, bem como Ramfis em Aida, Felipe II em Dom Carlo, Mefistófeles em Fausto, e o papel titular de Boris Godunov.
Pape estrei no cinema no filme de Kenneth Branagh A flauta mágica, produzida em 2006.
Pape é especialmente reconhecido por suas interpretações do repertório wagneriano. Debutó em 1994 no Festival de Bayreuth, onde interpretou em quatro temporadas o papel de Fasolt no Ouro do Rin baixo a batuta de James Levine. Desavenças com a direcção do Festival naquele momento lhe fizeram desistir de seguir indo, regressando duas décadas depois, em 2017, como o Rei Marke em Tristán e Isolda baixo a direcção de Christian Thielemann.

## Reconhecimentos
- 1998 Prêmio Grammy - Best Opera Recording / Richard Wagner: Die Meistersinger von Nürnberg / Solti
- 2000 Kammersängers , cantor da corte de Berlim.
- 2001 Cantor do ano, Sänger dês Jahres de Musical America
- 2003 Prêmio Grammy - Best Opera Recording / Richard Wagner: Tannhäuser / Barenboim
- 2008 Prêmio Opera News[2]
- 2009 Prêmio JOGO-Klassik - "Operneinspielung dês Jahres" für "Gods, Kings & Demons"

## Discografia
- Mozart: Requiem, Georg Solti, Decca
- Erich Wolfgang Korngold: Dás Wunder der Heliane, Berliner Rundfunk-Sinfonie-Orchester, John Mauceri, Decca.
- Felix Mendelssohn: Die erste Walpurgisnacht, Chamber Orchestra of Europe, Nikolaus Harnoncourt, Teldec.
- Ferruccio Busoni: Turandot, Berliner Rundfunk-Sinfonie-Orchester Gerd Albrecht, Capriccio.
- Richard Wagner: Die Meistersinger von Nürnberg, Bayerischen Staatsoper, Wolfgang Sawallisch.
- Felix Mendelssohn: Antigone, Berliner Rundfunk-Sinfonie-Orchester, Stefan Soltesz, Capriccio.
- Joseph Haydn: The Creation, Chicago Symphony Orchestra Georg Solti, Decca.
- Ferruccio Busoni: Arlecchino,Berliner Rundfunk-Sinfonie-Orchester Gerd Albrecht, Capriccio.
- Beethoven: Missa Solemnis, Berlin Philharmonic, Georg Solti, Decca.
- Richard Wagner: Die Meistersinger von Nürnberg, Chicago Symphony Orchestra Georg Solti, Decca.
- Mahler: Sinfonía 8, Colin Davis, RCA.
- Franz Schmidt: Book of the Seven Seals, Franz Welser-Möst.
- Richard Wagner: Lohengrin, Staatskapelle Berlin Daniel Barenboim, Teldec Classics.
- Beethoven: Symphony não. 9, Dec. 2000, Staatskapelle Berlin conducted by Daniel Barenboim.
- Beethoven: Fidelio, Staatskapelle Berlin Daniel Barenboim, Teldec Classics.
- Richard Wagner: Tannhäuser, Daniel Barenboim, Teldec Classics.
- Torsten Rasch: Mein Herz Brennt, John Carewe, Universal Music/Deutsche Grammophon.
- Mozart: Bastien Und Bastienne, Mas Pommer, Brilliant Classics.
- Richard Wagner: Tristan und Isolde, Antonio Pappano.
- Richard Wagner: Die Walküre, Valery Gergiev.
- Rammstein: Rosenrot Universal.
- Mozart: Dás Mozart Album, Claudio Abbado, Deutsche Grammophon.
- Beethoven: Symphony não. 9, Ou Franz Welser-Möst, Deutsche Grammophon.
- Mozart: Die Zauberflöte, Claudio Abbado, Deutsche Grammophon.
- Gods, Kings & Demons, Sebastian Weigle, Deutsche Grammophon.

## Repertório
Dom Fernando,
Rocco,
Capuleti,
Brander,
Escamillo,
Galitzky,
Frère Laurent,
Méphistophélès ,
Dom Alfonso,
Sarastro,
Sprecher,
Dom Giovanni,
Leporello,
Masetto,
Figaro,
Boris Godunov,
Bonzo,
Angelotti,
Dom Basilio,
Old Hebrew,
Orest,
Gremin,
Il Re,
Ramfis,
Filippo II,
Massimiliano,
Procida,
Banquo,
Fasolt,
Nachtwächter,
Veit Pogner,
Hunding,
König Heinrich,
Gurnemanz,
Landgraf Hermann,
König Marke